# Критическое магнитное поле
Критическое магнитное поле — величина напряжённости магнитного поля, которая разрушает сверхпроводимость.
Для сверхпроводников характерно не только отсутствие электрического сопротивления, но также эффект Мейсснера, который состоит в выталкивании магнитного поля за пределы сверхпроводника. Для заданной температуры, эффект Мейснера проявляется лишь для полей, меньших, чем критическое. Поля большие, чем критическое поле, проникают внутрь сверхпроводника и разрушают сверхпроводимость.
Величина критического магнитного поля {\displaystyle H_{c}} связана с разностью свободных энергий нормальной и сверхпроводящей фаз:
{\displaystyle {\frac {H_{c}^{2}}{8\pi }}=F_{n}-F_{s}}
Его зависимость от температуры хорошо описывается эмпирической формулой
{\displaystyle H_{c}(T)=H_{c}(0)[1-(T/T_{c})^{2}]},
где {\displaystyle T_{c}} — критическая температура.
Сверхпроводники второго рода характеризуются двумя критическими полями — {\displaystyle H_{c1}} и {\displaystyle H_{c2}}. При напряжённости внешнего магнитного поля {\displaystyle H<H_{c1}} наблюдается эффект Мейсснера. В диапазоне полей {\displaystyle H_{c1}<H<H_{c2}} возникает смешанное состояние — магнитное поле проникает внутрь сверхпроводника в виде квантованных вихрей. При величине магнитного поля {\displaystyle H>H_{c2}} сверхпроводники второго рода также переходят в нормальное состояние.